# Còdexs hitites
Les lleis hitites, també conegudes com a Còdexs hitites, constitueixen un conjunt fonamental de disposicions jurídiques que permeten comprendre la història del dret i la regulació social dins de l'imperi hitita, una de les grans civilitzacions de l'Antiguitat que va florir a Anatòlia durant el segon mil·lenni aC. Aquest corpus legal ha estat objecte d'estudi per part de diversos investigadors, entre els quals destaca Haase, qui a la seva obra The Hittite Kingdom analitza en profunditat l'estructura política, social i jurídica d'aquesta cultura.

## Contingut
El codi legal hitita, conservat de manera fragmentària, abasta una àmplia gamma de matèries que inclouen el dret penal, les relacions familiars, els contractes comercials i les normes socials i religioses que regien la vida quotidiana. Com sosté H. A. Hoffner en la seva obra The Laws of the Hittites, aquestes lleis reflecteixen no només les preocupacions polítiques i socials de l'època, sinó també la cosmovisió religiosa i la concepció de l'ordre diví que impregnava la societat hitita.

## Característiques i estructura
Segons la classificació establerta per Laroche (1950-1951), els fragments conservats s'agrupen en dues grans sèries, anomenades així en lloc de tablilles, atenent a la seva organització i transmissió manuscrita. Aquestes sèries es coneixen per les primeres paraules amb què comencen: la primera sèrie inicia amb la frase "Si un home...", mentre que la segona sèrie comença amb "Si una vinya...". Això permetia als escribes identificar els textos dins de les biblioteques palatines de Hattussa, la capital hitita.
Diverses còpies d'aquestes sèries han arribat fins als nostres dies, classificades amb les designacions de A i B. D'aquestes, les còpies A i B de la primera sèrie i A de la segona sèrie són les més antigues conegudes. A més, es van localitzar fragments encara anteriors, designats com KBo VI 4, els quals presenten gran interès tant des del punt de vista jurídic com lingüístic.

## Descobriment i localització
Les lleis hitites van ser descobertes a principis del segle xx, durant les excavacions arqueològiques dutes a terme a Hattussa, l'antiga capital de l'imperi, situada a prop de l'actual ciutat de Boğazkale (Turquia). Aquestes excavacions van tenir lloc principalment als antics palaus reials i a les biblioteques oficials de la ciutat.
Les troballes van ser realitzades pels arqueòlegs Hugo Winckler i Theodore Makridi, que van localitzar nombroses tablilles escrites en escriptura cuneïforme, moltes de les quals contenien textos legals.
Actualment, aquests fragments es conserven i exposen al Museu de les Civilitzacions d'Anatòlia a Ankara, la capital de Turquia, on constitueixen una de les col·leccions més destacades del llegat jurídic i cultural de l'Antiguitat anatòlica.

## Problemàtiques i estudis
Malgrat la importància històrica i jurídica d'aquestes lleis, els especialistes han assenyalat diverses dificultats en la seva interpretació i ordenació. En alguns estudis realitzats sobre l'estructura del text, s'ha posat en dubte l'existència d'una voluntat de redacció sistemàtica i coherent en la compilació de les lleis. Segons el jurista Korosèc (1963a), mentre que la primera sèrie presenta certa coherència temàtica, aquesta es trenca amb la presència d'algunes leges fugitiuae (lleis desordenades o desubicades), com les disposicions 25 i 43-45. Per la seva banda, la segona sèrie perd pràcticament tota coherència a partir de la llei 161, convertint-se en un conjunt dispers de leges erraticae (Korosèc 1974: 290-291).
Aquest fenomen ha conduït a la teoria del caràcter compilatori d'aquestes lleis, segons la qual els textos serien una reunió de sentències i disposicions jurídiques procedents de tradicions diverses, recopilades al llarg del temps sense un ordre sistemàtic preestablert. Això explicaria tant el seu desordre formal com la coexistència de normes contradictòries o reiteratives.

## Importància històrica i jurídica
Les lleis hitites ofereixen una valuosa informació sobre les pràctiques jurídiques i socials d'Anatòlia durant el segon mil·lenni aC. A través d'aquestes disposicions, podem conèixer aspectes com:
- Les penes per delictes contra la propietat i la persona.
- Les regulacions sobre el matrimoni, el divorci i la successió hereditària.
- Les condicions de treball, l'esclavatge i la protecció jurídica de determinats col·lectius.
- Les normes aplicables a transaccions comercials, contractes i litigis.
- Les regulacions religioses i rituals associats a la vida pública i privada.

A més, aquest codi constitueix un testimoni clau per a l'estudi comparatiu de les lleis de l'Antic Orient, en relació amb altres codis legals coetanis com el Codi d'Hammurabi o les lleis assíries.

## Conservació i recerca actual
Els fragments conservats de les lleis hitites continuen sent objecte d'estudi per part d'epigrafistes, juristes i historiadors especialitzats en l'Antiguitat anatòlica. La seva edició crítica, anàlisi lingüística i contextualització jurídica han contribuït a una millor comprensió del sistema legal hitita i de la seva influència sobre les cultures veïnes.
La recerca contemporània s'ha centrat també en la reinterpretació del seu contingut a partir de nous descobriments arqueològics i en la comparació amb altres tradicions jurídiques de l'època.